# Tolminc
Le tolminc est un fromage slovène fabriqué dans la haute vallée de la Soča, au nord-ouest de la Slovénie. Cette région inclut la ville de Tolmin qui a donné son nom au fromage. Il s'agit d'un fromage à pâte pressée demi-cuite au lait de vache cru ou thermisé. Il bénéficie d'un appellation d'origine protégée depuis 2012.

## Description
Le tolminc se présente sous forme de meules cylindriques de 8cm ou 9cm de hauteur, de diamètre compris entre 23cm et 27cm et pesant entre 3,5kg et 5 kg. Sa croûte est lisse et de couleur jaune paille. Sa pâte est jaune, élastique et peut présenter de petits trous. 
Le tolminc contient au mimum 60% de matière sèche et une teneur en matières grasses d'au moins 45 % de la matière sèche.

## Fabrication
Le tolminc est élaboré à partir de lait de vache élevées dans la région de Zgornje Posočje (haute vallée de la Soča), dans l'ouest de la Slovénie, et dont au moins les trois quarts de la nourriture proviennent aussi de cette région. Au moin 80% du lait doit être issu de vaches de race brune.
Le fromage est fabriqué à partir de lait cru ou thermisé, maturé pendant 12 heures, avec un ajout éventuel de ferments lactiques. Le lait maturé est d'abord caillé par ajout de présure à une température d'environ 33°C. Le caillé ainsi obtenu est découpé puis chauffé à une température d'environ 46°C. Les fromage sont alors moulés et pressés durant 6 à 12 heures avant d'être salés par immersion dans un bain de saumure pendant un ou deux jours. Le tolminc est affiné au minimum 2 mois durant lesquels il est régulièrement retourné et nettoyé.

## Histoire
La production de fromage dans la région de Zgornje Posočje est avérée depuis plusieurs siècles. La première mention d'un «Formaggio di Tolmino» remonte à 1756 sur des listes de prix de fromages dans la ville de Udine. C'est à la fin du XIXe siècle que des fromages à pâte pressée commence à être produit, grâce notamment à l'aide de fromagers suisses. En 2004, une demande d'appellation d'origine protégée est faite auprès de l'union européenne, finalement acceptée en 2011 et effective en 2012.